# Manuel Sarrazin

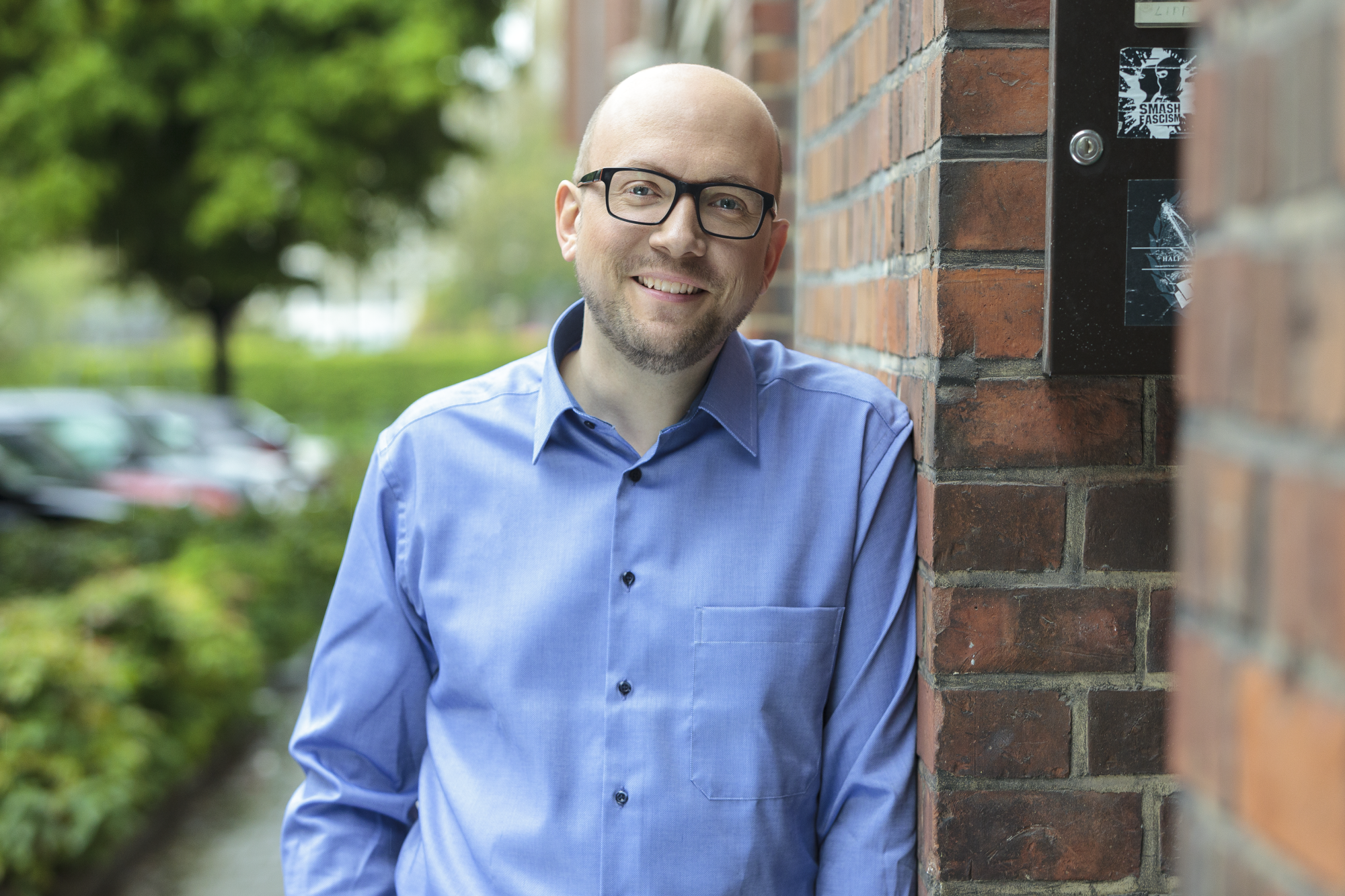
Manuel Sarrazin, 2017

Manuel Ferdinand Theodor Sarrazin (* 6. Februar 1982 in Dortmund) ist ein deutscher Politiker (Bündnis 90/Die Grünen). Er war von 2008 bis 2021 Mitglied des Deutschen Bundestages.

## Leben und Ausbildung
Sarrazin wurde in Dortmund geboren und lebt seit 1995 im Hamburger Bezirk Harburg. Er besuchte erst das Heisenberg-Gymnasium und wechselte dann auf das Friedrich-Ebert-Gymnasium, wo er 2001 das Abitur ablegte. Nach Ableistung des Zivildienstes begann er 2002 ein Studium der Geschichte, Polonistik und Rechtswissenschaft an der Universität Bremen. 2005 wechselte er an die Universität Hamburg und schloss dort 2013 sein Studium in Geschichte, Osteuropastudien und Rechtswissenschaft ab.
Sarrazin wird gelegentlich mit dem SPD-Politiker und ehemaligen Bundesbank-Vorstandsmitglied Thilo Sarrazin in Verbindung gebracht, mit dem er allerdings nicht verwandt ist.
Sarrazin hat zwei Kinder und wohnt in Hamburg-Cranz.

## Partei

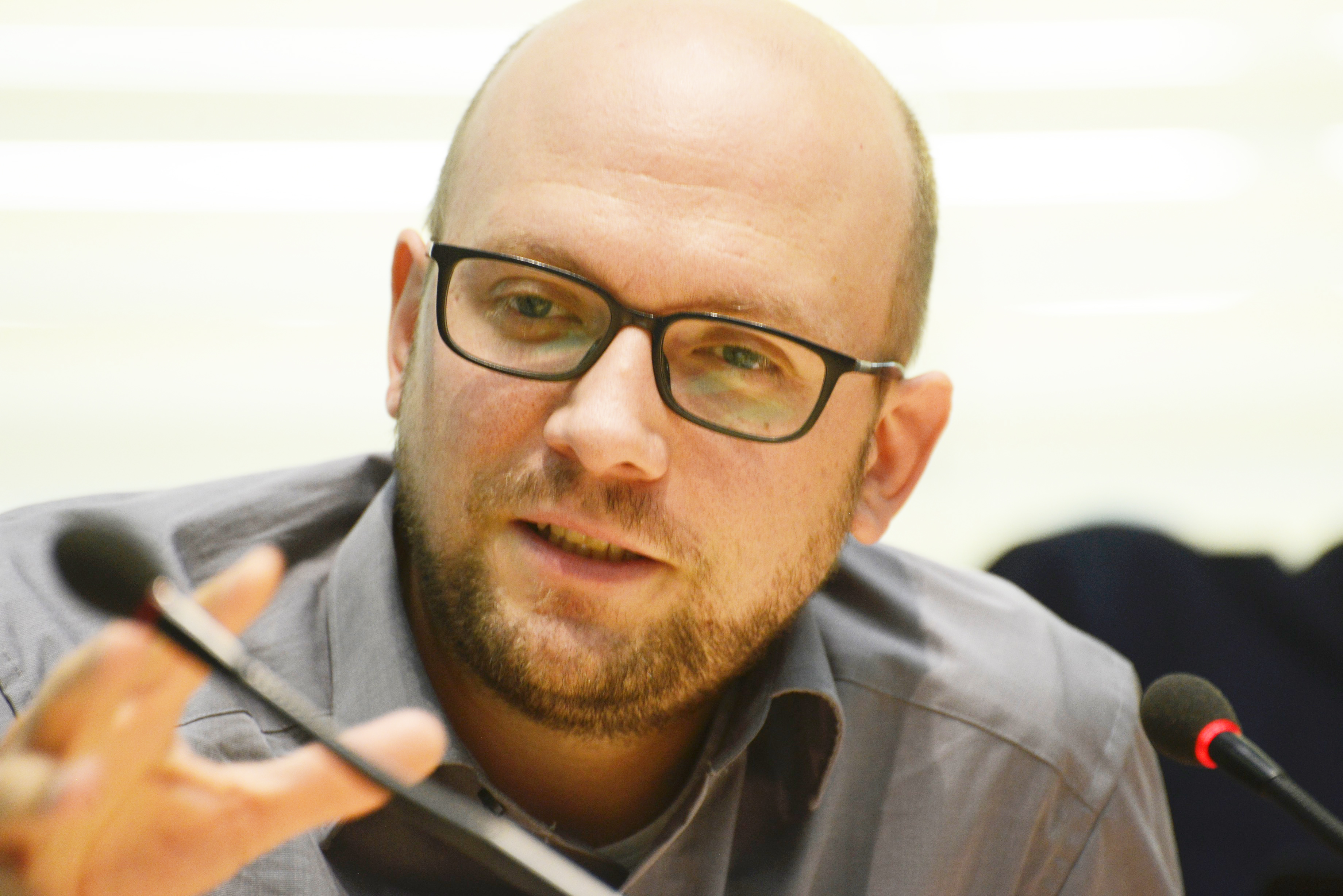
Manuel Sarrazin (2017)

Sarrazin trat als Schüler 1998 dem Hamburger Landesverband der Grünen, der Grün-Alternativen Liste (GAL), heute GRÜNE Hamburg, bei. Er gehörte ab 1999 dem Vorstand des GAL-Kreisverbandes Hamburg-Harburg an und war dort von Januar 2001 bis Dezember 2003 schließlich auch Sprecher des Vorstandes. Von Juni 2008 bis Mai 2015 war Sarrazin im Landesvorstand der GRÜNEN Hamburg, von 2008 bis 2011 als Beisitzer, von 2011 bis 2015 als stellvertretender Landesvorsitzender neben Katharina Fegebank.
Seit 2010 ist er stellvertretendes Mitglied im Council der European Green Party.

## Abgeordneter
Von 2004 bis 2008 war Sarrazin Mitglied der Hamburgischen Bürgerschaft und dort Sprecher der GAL-Fraktion für Europa und Internationales. Bei der Bürgerschaftswahl 2008 verpasste er den Wiedereinzug. Von 2004 bis zur Wahl 2011 war er der jüngste jemals in die Bürgerschaft gewählte Abgeordnete.
Sarrazin rückte am 13. Mai 2008 für die ausgeschiedene Abgeordnete Anja Hajduk über die Landesliste Hamburg in den Bundestag nach und war bis 2021 Mitglied des Deutschen Bundestages. Bei den Bundestagswahlen 2009 und 2013 wurde er auf den Landeslistenplatz 2 der Grünen Hamburg gewählt. Von November 2009 bis zum Ende der 18. Wahlperiode war er Obmann und Sprecher seiner Fraktion für Europapolitik sowie ständiger Stellvertreter im Haushaltsausschuss und Obmann im Unterausschuss für Angelegenheiten der Europäischen Union des Haushaltsausschusses.
Bei der Bundestagswahl 2013 erhielt Sarrazin nur 6,5 Prozent der Erststimmen, er zog über Platz zwei der Landesliste gemeinsam mit Spitzenkandidatin Anja Hajduk in den Bundestag ein. Sarrazin wurde zum Sprecher für Osteuropapolitik gewählt und war ordentliches Mitglied für die Bundestagsfraktion im Auswärtigen Ausschuss sowie im EU-Ausschuss. Bei der Bundestagswahl 2021 reichte sein Platz auf der Landesliste nicht für den Erhalt seines Mandats, da die Grünen in Hamburg zwei Direktmandate erreichten.
Von März 2022 bis Mai 2025 war er Sonderbeauftragter der deutschen Bundesregierung für den Westbalkan.
Am 24. Juni 2015 übernahm er die Patenschaft für Mikalaj Dzjadok, Aktivist und politischer Gefangener aus Belarus. Am 9. Juli 2020 übernahm er die Patenschaft für Ihar Lossik, Blogger und politischer Gefangener aus Belarus.

## Gesellschaftliches Engagement
Sarrazin engagierte sich schon als Schüler in der von ihm mit begründeten „Jugendinitiative Politik“, dem Future-Bus-Projekt und in der SchülerInnenkammer Hamburg. Er war Mitglied der Jungen Europäischen Föderalisten Deutschland. Seit 2006 ist er stellvertretender Vorsitzender des Hamburger Landesverbandes der Europa-Union Deutschland (EUD). Seit dem 21. Januar 2010 war er Vorsitzender der Europa-Union Parlamentariergruppe Deutscher Bundestag und seit dem 24. Februar 2010 ist er Mitglied im Präsidium der EUD. Manuel Sarrazin engagiert sich im Vorstand der humanitären Hilfsorganisation Help – Hilfe zur Selbsthilfe e. V. Am 13. Januar 2012 wurde Sarrazin in das Kuratorium des Instituts für Europäische Politik (IEP) gewählt. Seit 2020 ist Sarrazin Präsident der Südosteuropa-Gesellschaft, nachdem er zuvor sechs Jahre deren Vizepräsident gewesen ist. Er war bis Juli 2023 Vizepräsident der Europäischen Bewegung Deutschland.

## Publikationen
- Manuel Sarrazin: Nationale Parlamente in der Globalisierung – Überforderung nationaler Parlamente? Grenzen am Beispiel der Budgetverantwortung. In: Franzius, Claudio / Mayer, Franz C. / Neyer, Jürgen (Hrsg.): Modelle des Parlamentarismus im 21. Jahrhundert : neue Ordnungen von Recht und Politik (= Recht und Politik in der Europäischen Union. Band 5). Nomos, Baden-Baden 2015, ISBN 978-3-8487-2627-1, S. 103–108 (Datensatz auf d-nb.info).